# Fernand Vandernotte
Fernand Auguste Henri Marius Vandernotte, född 12 juli 1902 i Tillières, död 20 januari 1990 i Saint-Nazaire, var en fransk roddare.
Vandernotte blev olympisk bronsmedaljör i fyra med styrman vid sommarspelen 1936 i Berlin.